# Nils Edvard Forssell
Nils Edvard Forssell, född 1821, död 1883, var en svensk veterinär. Han var bror till Josefina Forssell, brorson till Carl af Forsell och Jacob Forsell, samt far till Karl Bror Jakob Forssell.
Forssell avlade veterinärexamen 1847, blev adjunkt vid Skara veterinärinrättning 1848 och dess förste lektor och föreståndare 1858. Forssell företog flera utländska resor, dels i vetenskapligt syfte, dels för studier rörande veterinärskolornas organisation. Han utgav åtskilliga värdefulla publikationer. Forssell blev medicine hedersdoktor i Uppsala 1877 och fick professors namn 1880.